# Anax imperator
Anax imperator (dansk: Stor kejserguldsmed) er den største af de europæiske guldsmede. Insektet tilhører familien Aeshnidae (mosaikguldsmede). 

## Udbredelse
Arten er meget vidt udbredt, idet den findes over det meste af Europa og store dele af Asien og Afrika. Nordgrænsen i Europa har hidtil været Danmark og Skotland, men arten har været under hurtig ekspansion nordover i de seneste år. Den nåede Danmark første gang i 1994.

## Udseende
Kroppen er 80 mm lang og vingespændet er op til 110 mm. Hele guldsmeden har livlige, metalliske farver, den er den farverigeste af de nordeuropæiske mosaikguldsmede. Facetøjnene, der har omtrent 10.000 facetter (enkeltøjne), er blågrønne. Brystet er skinnende grønt bortset fra to trekantede, blå felter på ryggen lige foran det første vingepar. Bagkroppen er skinnende blå med en sort rygstribe.

## Levevis
Anax imperator er en god flyver og kan flyve længe uden ophold, og den kan derfor foretage lange vandringer. Den er i stand til at flyve højt op i trætoppene i forbindelse med patruljering af reviret. Den lever af mindre insekter som fluer, døgnfluer, vårfluer og sommerfugle. Den kan også tage enkelte vandnymfer og haletudser, der svømmer på lavt vand. Som hos andre guldsmede benyttes de forreste ben til at gribe byttet i luften og fortære det flyvende.